# Géographie du Val-de-Marne

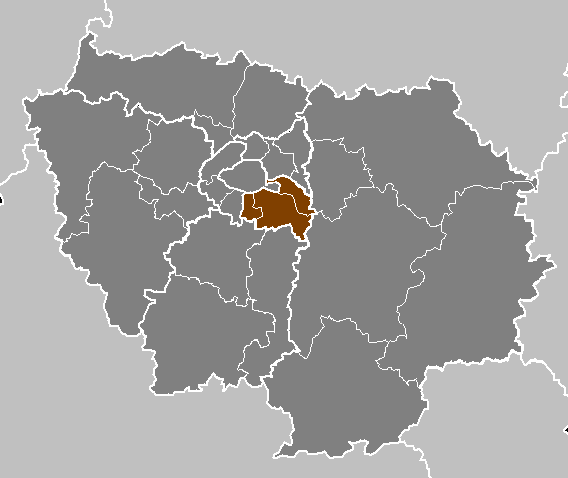
Le Val-de-Marne en Île-de-France

Le département du Val-de-Marne fait partie de la région Île-de-France. Il est limitrophe des départements de la Seine-Saint-Denis au nord-est, de Seine-et-Marne à l'est, de l'Essonne au sud, des Hauts-de-Seine à l'ouest et de Paris au nord-ouest.
Le Val-de-Marne est une plaine alluviale car la confluence de la Seine et de la Marne s'y effectue à Charenton-le-Pont. Outre la Seine et la Marne, la Bièvre, le Réveillon et le Morbras arrosent également le département ainsi que l'Yerres dans la partie sud du département. Le plan d'eau le plus étendu est le lac de Créteil qui couvre environ 40 hectares. L'altitude moyenne est de 50 mètres avec environ 30 mètres au niveau de Paris et 126 mètres au niveau du plateau de Villejuif.
Le département est très urbanisé près de Paris mais conserve quelques rares espaces agricoles au sud-est, sur le versant du plateau de la Brie. La densité de population culmine à 24 398 h/km2 à Vincennes contre seulement 884 h/km2 à Noiseau et 727 h/km2 à Périgny.
Une revue géographique a été dédiée au Département du Val-de-Marne pendant les années 1970: Images du Val-de-Marne . 

## Espaces verts
Le département entretient 22 parcs départementaux, par exemple la roseraie à L'Haÿ-les-Roses. Il existe aussi quelque zones naturelles protégées comme les îles de la Marne.

Les bois et la zone agricole du Val-de-Marne se situent dans le sud-est du département.
Le Val-de-Marne est très urbanisé, c'est pourquoi il reste peu d'espaces verts.

## Transports
Le département est irrigué par :
- Voies routières :
  - A4
  - A6
  - A86
  - RN 4
  - RN 6
  - RN 7
  - RN 19
  - RN 20
- Voies ferrées :
  - M 1
  - M 4
  - M 7
  - M 8
  - M 14
  - RER A
  - RER B
  - RER C
  - RER D
  - RER E
  - Les grandes lignes au départ des gares parisiennes de Lyon, d'Austerlitz et de l'Est
  - La grande couronne
- Voies fluviales :
  - La Seine
  - La Marne
- Voie aéroportuaire :
  - Aéroport d'Orly